# Celaena hibernica
Celaena hibernica är en fjärilsart som beskrevs av Stephens 1829. Celaena hibernica ingår i släktet Celaena och familjen nattflyn. Inga underarter finns listade i Catalogue of Life.